# Enduro indoor

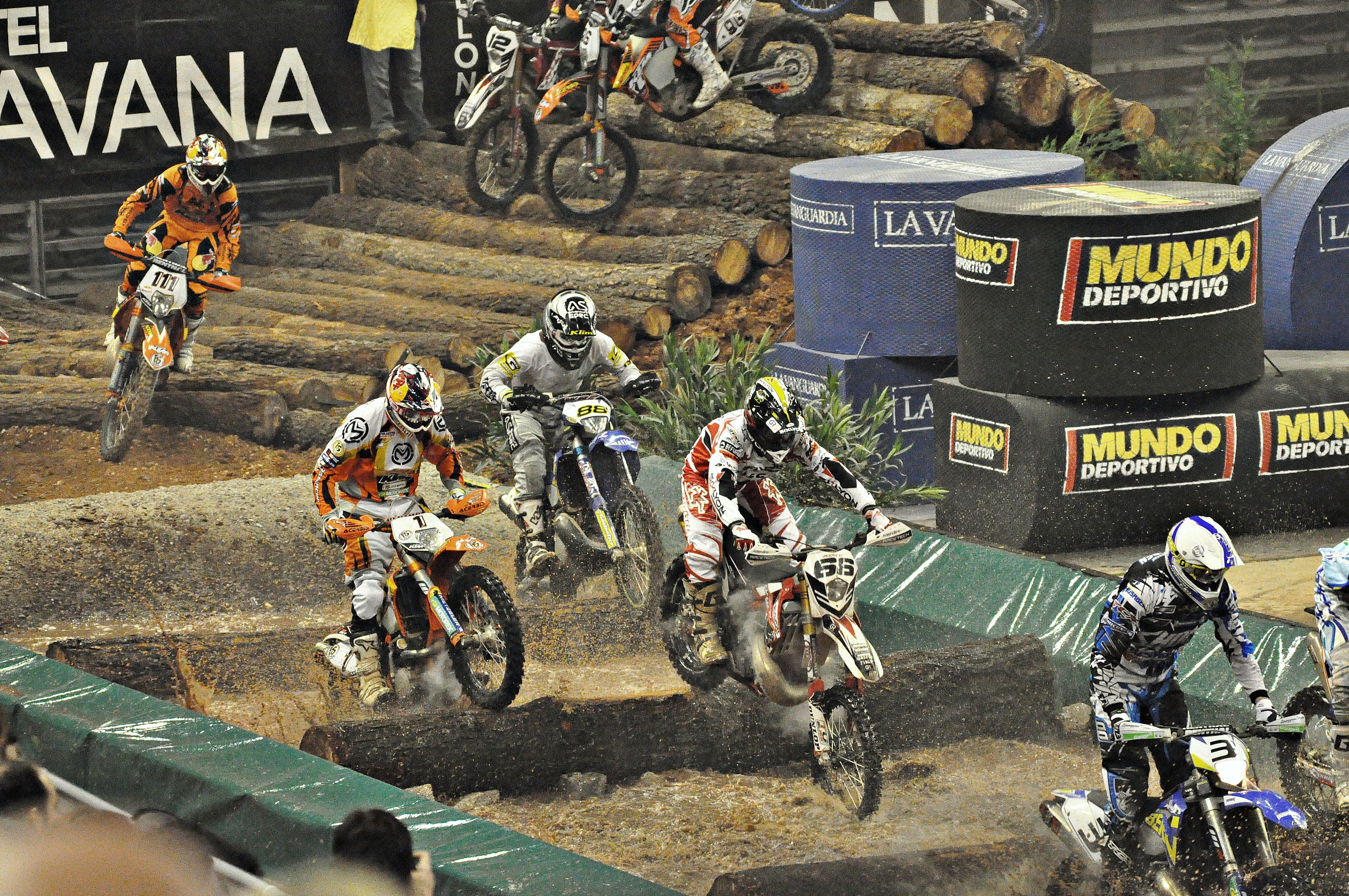
Cursa eliminatòria a l'Enduro Indoor de Barcelona del 2011

L'enduro indoor, conegut també com a Superenduro o Endurocross (abreujat, en aquest cas, Enduro-X o EX), és una modalitat de l'enduro que es caracteritza per disputar-se en recintes tancats (normalment en pavellons esportius coberts, com ara estadis de bàsquet o hoquei), on es munta un circuit d'obstacles artificials. Un dels avantatges d'aquesta modalitat és que, en desenvolupar-se dins un espai tancat, permet seguir totalment les evolucions dels participants amb comoditat i sense patir per les inclemències meteorològiques, mentre que una prova tradicional a l'aire lliure resulta complicada de seguir a causa de les grans distàncies que han de recórrer els pilots.
Es tracta d'una competició de motociclisme a mig camí de l'enduro i el supercross, motiu pel qual se'l coneix també com a Endurocross (especialment als EUA), tot i que a causa de les fortes dificultats que han de superar els pilots, les curses són més lentes que les de supercross.

## Història
L'enduro indoor, així com passa també amb el trial indoor, és una modalitat nascuda a Catalunya: la primera prova amb aquesta denominació i característiques fou l'Enduro Indoor de Barcelona, organitzat el febrer del 2000 per l'empresa promotora barcelonina RPM Racing, inspirant-se en el Trial Indoor de Barcelona que aquesta promotora venia organitzant des de 1978. La intenció inicial dels organitzadors era fer més accessible l'enduro als afeccionats.

### Campionat del Món

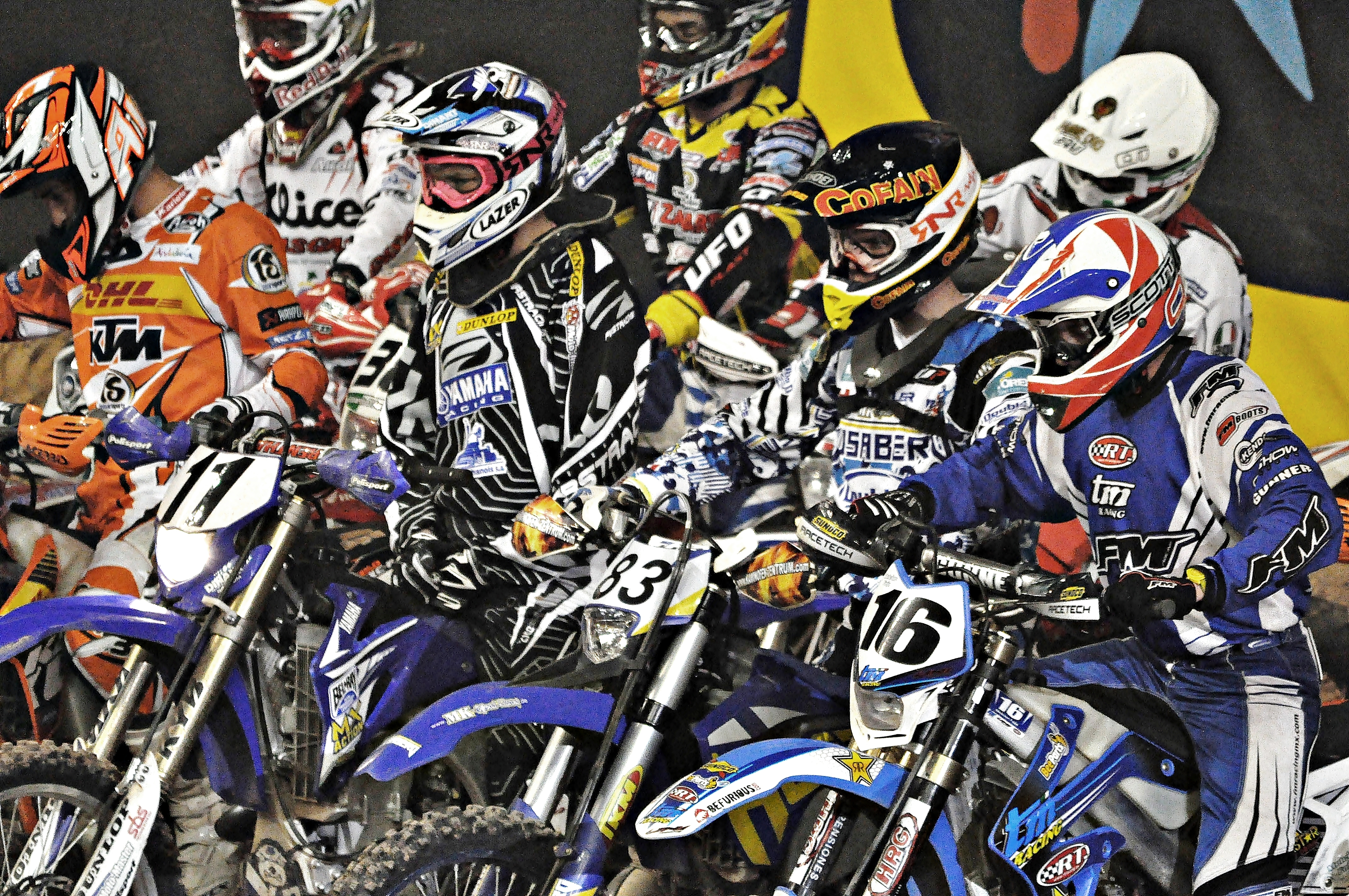
Participants en una prova del mundial a punt de prendre la sortida (Barcelona, 2011)

Després d'alguns anys essent l'única prova d'Enduro Indoor del món, altres organitzacions van decidir de programar esdeveniments similars a altres ciutats, tant a Europa com als EUA. Per tal d'aplegar-los tots en una lliga internacional, l'any 2008 la FIM va crear la FIM Indoor Enduro World Cup, designant-ne promotor a RPM Racing per un període de tres anys. El 2011, la competició assolí ja el rang de Campionat del Món, i d'ençà de la temporada de 2012 passà a ser anomenada oficialment FIM SuperEnduro World Championship.
A banda del de Barcelona, entre les proves destacades d'aquest Campionat hi ha l'Enduro Indoor de Gènova i el de Las Vegas. Pel que fa als pilots, el rei de l'especialitat és el polonès Tadeusz Błażusiak, tres vegades campió del món. David Knight i Ivan Cervantes n'han guanyat també un títol mundial cadascun.

### Als EUA
L'enduro indoor es presentà als EUA el novembre del 2004, quan Eric Peronnard, responsable de l'Open dels EUA de Motocròs i del Supercross de París-Bercy, organitzà un EnduroCross a l'Orleans Arena de Las Vegas. L'esdeveniment tingué continuïtat anual i el 2007 l'AMA n'organitzà el primer campionat dels EUA, l'AMA EnduroCross Championship.
El campionat AMA d'EnduroCross constava inicialment de tres curses: Denver, Oklahoma i Las Vegas, i d'ençà de 2008 la temporada s'eixamplà fins a sis proves, una de les quals a l'Indiana State Fair Coliseum d'Indianapolis com a avantsala del Gran Premi d'Indianapolis de motociclisme. El 2011 s'afegí una prova d'EnduroCross als X Games, celebrada al Staples Center de Los Angeles.

## Característiques

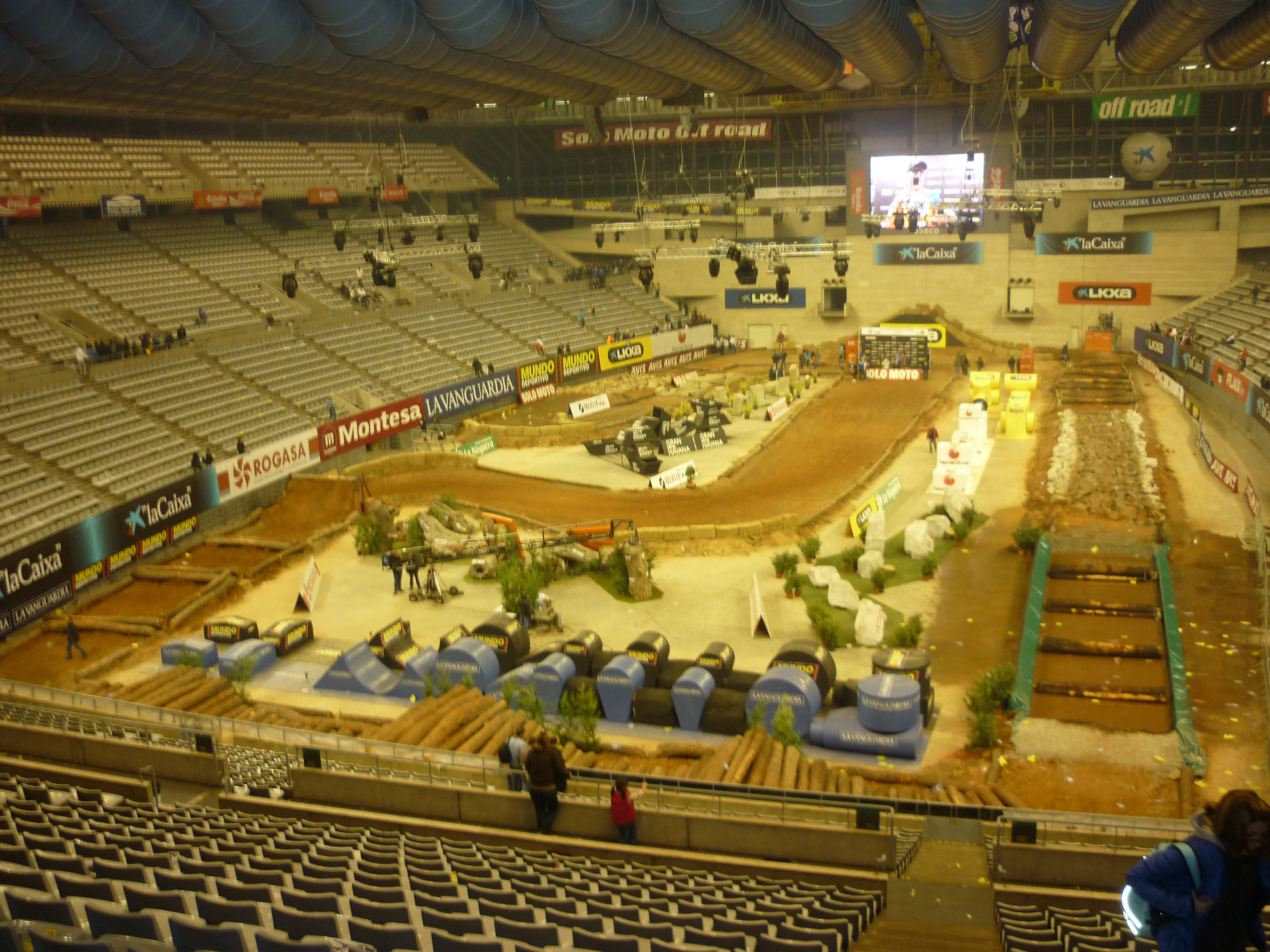
Interior del Palau Sant Jordi, un cop acabat l'Enduro Indoor de Barcelona del 2011

Així com a les curses d'enduro tradicionals els participants recorren rutes ja confeccionades en intervals de temps preestablerts, en el cas de l'enduro Indoor han de recórrer un circuit o "pista" muntat en un recinte tancat. Aquesta mena de pistes es caracteritzen per la seva duresa, ja que són un compendi de les dificultats habituals a les curses "normals", però condensades en poc espai. Normalment, les pistes d'enduro indoor són el resultat de condicionar un estadi de la manera com es fa pel supercross: el muntatge comença per distribuir sobre la base (sovint, una pista de parquet o ciment per a bàsquet o esports similars) una primera capa de terra, on hi anirà el circuit. Amb aquesta terra s'elaboren els diferents obstacles tot creant plataformes en forma de rampa, damunt de les quals s'hi col·loquen els elements naturals com ara troncs, roques de pedrera, còdols, sorra fina, etc. Sovint, al llarg del recorregut s'hi intercalen paranys d'aigua, "escales" de troncs i "tarteres" difícils de superar.
En un enduro indoor es posen a prova, doncs, les aptituds dels pilots, que han de combinar la rapidesa del motocròs en alguns trams amb la destresa i l'equilibri de l'enduro (a mig camí del trial) en d'altres. Una altra diferència amb l'enduro clàssic, on els participants corren en solitari, és que a l'Indoor els pilots competeixen els uns amb els altres a l'estil del Supercross, lluitant per la classificació i en voltes de recuperació per tal d'aconseguir passar a la final.

### Les motocicletes
Les motocicletes d'enduro indoor tenen algunes peculiaritats que les diferencien de la resta de les de fora d'asfalt, a causa de les necessitats del terreny. Acostumen a compartir xassís amb les màquines preparades per a motocròs, però hi ha moltes diferències en el comportament de les suspensions, els motors i la relació de canvi.
Sovint les suspensions de les motos de enduro indoor són toves i de rebot ràpid per a poder absorbir les irregularitats del terreny. Tant el conjunt hidràulic com la molla tenen un recorregut llarg, entre 300 i 330 mm. Els propulsors també tenen unes particularitats especials que s'adapten a les necessitats de la competició: són suaus de resposta i acostumen a combinar-se amb una caixa de canvis molt oberta, amb una primera marxa molt curta que permet una bona acceleració i maximitza la potència del motor i una de sisena molt llarga amb què es pot arribar a velocitats d'entre 130 i 140 km/h.
A les motos de enduro s'hi munten pneumàtics ecològics amb una alçada de tac limitada per a minimitzar l'erosió del terreny. El conjunt d'encesa del motor ajuda a aconseguir una resposta adequada i augmenta el pes del conjunt de la màquina, que arriba als 110 kg si fa no fa.